# Marka Míková
Marka Míková, rozená Marie Horáková (* 28. prosince 1959 České Budějovice), je česká herečka, hudebnice, režisérka a moderátorka. Je také autorkou knih pro děti.

## Život
Na pražské DAMU vystudovala loutkářství, obor režie a dramaturgie. V divadle Minor pracovala jako dramaturgyně, scenáristka a režisérka. Kromě toho také zpívala a hrála na klavír a baskytaru v rockové skupině Dybbuk, později Zuby nehty, se kterou nahrála také několik desek. V Rádiu Limonádový Joe působila jako moderátorka. V současnosti se věnuje také dabingové režii a loutkoherectví. Je principálkou spolku Loutky v nemocnici, pro tento soubor píše a režíruje divadelní hry, skládá písně a sama se účastní aktivit souboru v nemocnicích a léčebnách.
Žije v Praze a má čtyři děti.

## Herecká filmografie
- 1971 – Slaměný klobouk
- 1974 – Robinsonka (režie: Karel Kachyňa)
- 1975 – Škodná (režie: Vlasta Janečková)
- 1977 – Jak se budí princezny jako Růženka (režie: Václav Vorlíček)
- 1979 – Chvíle pro píseň trubky
- 1980 – Krakonoš a lyžníci
- 1982 – Setkání v Paříži (Gabi Kubach)

## Knihy
- 2001 – Roches a Bžunda
- 2007 – Knihafoss
- 2012 – Mrakodrapy, Argo, ISBN 978-80-257-0678-7
- 2014 – Škvíry
- 2015 – Varvara, Fantasos, ISBN 978-80-88066-12-5
- 2018 – Dům v Rugolu, ilustrace Štěpán Zavřel a Jindra Čapek, Book Dock, ISBN 978-80-88066-16-3